# Glasvaar

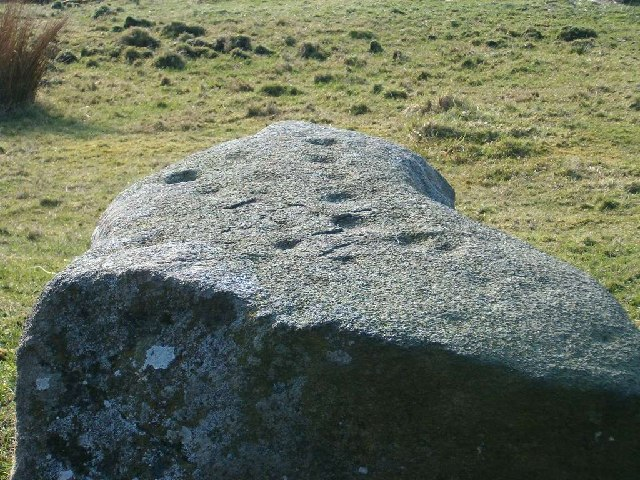
Glasvaar

Die Cup-and-Ring-Markierungen von Glasvaar bei Kilmartin in Schottland bestehen aus sechs Gruppen, die in den Feldern rund um die namensgebende Glasvaar Farm liegen.
1. In einem Feld, 200 m von der Glasvaar Farm liegen etwa 15 Schälchen zwischen 90 und 30 mm Durchmesser auf der Spitze eines markanten, unregelmäßigen Felsblocks. Nordöstlich davon befinden sich drei Schälchen auf einem Felsaufschluss.
2. Ein mit Cup und Ring Markierungen versehener Felsblock ist in das Fundament einer Mauer integriert worden, die den Hofgarten umschließt. Die Dekoration auf der Nordseite der Mauer umfasst drei Tassen mit einzelnen Ringen (einer unvollständig), etwa 24 runde oder ovale einfache Tassen (zwei mit Ringen), ein großes ovales Zeichen und eine ungewöhnliche Reihe von Rinnen. Möglicherweise ist der Felsblock von einem großen Steinhügel entfernt worden, der 90 m südlich liegt.
3. Unmittelbar südlich liegt eine Felsplatte mit zwei abgewetterten Schälchen und zwei kleinen Eintiefungen.
4. Die nächste Gruppe von Markierung liegt auf einem buckeligen Aufschluss unmittelbar westlich des Weges der nordöstlich der Glasvaar Farm verläuft. Der Aufschluss hat zwei getrennte verzierte Oberflächen, eine liegt auf dem Kamm, die andere auf einer tieferen Ebene im Osten.
Auf dem Kamm gibt es die abgewetterten Reste von sieben Tassen mit einzelnen Ringen, 40 Tassen, davon drei mit mehreren Ringen, und eine Schüssel. Die tieferliegende Dekoration ist komplizierter und größtenteils nicht abgewettert, da sie normalerweise mit Rasen bedeckt ist. Die Hauptmarkierung ist eine Tasse mit einem einzelnen Ring und sieben Ringsegmenten. Sie wird begleitet von einer Reihe von Tassen, von denen einige von einzelnen und einige von doppelten Ringen umgeben sind.
5. Sieben Meter entfernt, auf der Ostseite des Hohlwegs, gibt es eine schräge Felsplatte mit abgewetterten Tassen, einzelnen Ringen und Rinnen, eine einfache Tasse mit Rinnen, eine Tasse liegt in einer Vertiefung, zwei Tassen sind durch zwei Rinnen zu einer Kartusche verbunden und sieben einfache Schälchen.
6. Auf einer Felsplatte 6,5 m östlich der fünften Gruppe befinden sich vier Schälchen.